# 内书堂
內書堂，又稱內書館、內館、書館，是明代宦官讀書、識字機構，宣德年间由明宣宗創設。
明初太監本不可識字，顧炎武《日知錄》言：「我太祖深懲前代宦寺之弊，命內官不許識字。永樂以後，此令不行。」宣德元年（1426年）七月，宣宗设立内书院，令大學士陳山教習之，由翰林學士教導宦官研讀《百家姓》、《千字文》、《孝經》、《大學》、《中庸》、《論語》、《孟子》，其功課：背書、號書、判倣，錢溥、宋琰、陸深、嚴嵩、徐顯卿、張位、于慎行等人皆曾任教於此一機構。
《酌中志》載明末皇宮內的學習文化“皇城中內有學問，讀《四書》、《書經》、《詩經》。看《性理》、《通鑑節李》、《千家詩》、《唐賢三體詩》。習書柬活套，習作對聯，再加以《古文真寶》、《古文精粹》，盡之矣。十分聰明有志者，看《大學衍義》、《貞觀政要》、《聖學心法》、《綱目》，盡之矣。《說苑》、《新序》。亦間及之。《五經大全》、《文獻通考》，涉獵者亦寡也。此皆內府有板之書也。先年有讀等韻，海篇部頭，以便檢查難字。凡有不知典故難字，必自己搜查，不憚疲苦。其後，多鹵莽粗浮、懶於講究、蓋緣心氣驕滿，勉強拱高，而無虛已受善之風也。《三國志通俗演義》、《韻府群玉》皆樂看愛買者也。至於周禮、左傳、國語、國策、史、漢、一則內庭無板，一則繩於陋習，概不好焉。窺斑見豹。”
清代宦官學習識字改在瀛台。